# 汀州路 (臺灣)
汀州路為台北市的街道之一，共有四段，經過萬華區、中正區及文山區，是用原台鐵新店線拆除後的路廊空間興建的，大致呈南北向，和羅斯福路平行，北接艋舺大道，南接羅斯福路五段150巷。路名取自福建古州名「汀州」。

## 分段
- 一段：艋舺大道到泉州街口，除靠近艋舺大道一小段屬萬華區外，其餘屬中正區。
- 二段：泉州街口到師大路口，屬中正區。
- 三段：師大路口到基隆路口，屬中正區。
- 四段：基隆路口到羅斯福路六段142巷，屬文山區。

## 沿線設施
- 一段：
  - 龍口市場

- 二段：
  - 螢橋國小（正門位於詔安街29號）
  - 中正橋
  - 強恕中學（143號）
  - 河堤國小（180號）
  - 王貫英紀念圖書館（265號）

- 三段：
  - 台灣中油汀州路站（1號）
  - 臺北市客家文化主題公園（2號）
  - 螢橋國中（4號）
  - 臺北市替代役中心（8號）
  - 三軍總醫院汀州院區（40號）
  - 欣欣客運（56號4樓）
  - 南華高中（58號）

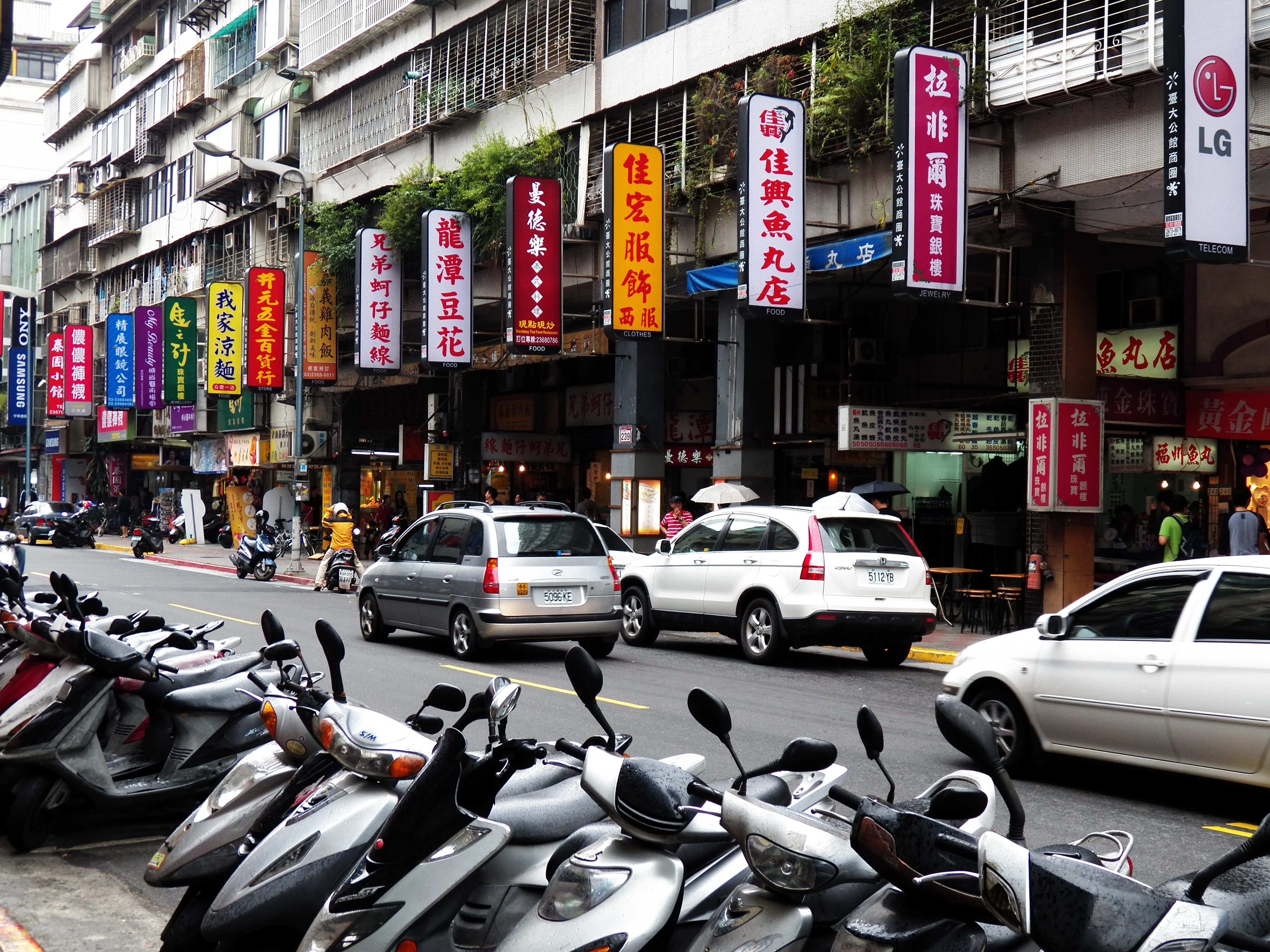
公館商圈。

  - 臺北市政府警察局中正第二分局思源街派出所（72號）
  - 伯大尼美國學校（97號）
  - 中華福音神學院汀洲校區（101號）
  - 寶藏巖（230巷14弄2號）
  - 臺北市影視音實驗教育機構（230巷18弄7之1號）

- 四段：
  - 基隆路高架道路／福和橋
  - 景美抽水站（10號）
  - 國立台灣師範大學公館校區（88號）
  - 萬年公園

## 衍生創作
| 歌曲             | 作詞 | 作曲 | 演唱者 | 收錄專輯      |
| 〈汀州路的春天〉 | 陳昇 | 陳昇 | 陳昇   | 《魔鬼A春天》 |